# Passengers (gruppo musicale)
I Passengers sono stati un gruppo musicale italiano, attivo soprattutto nella prima metà degli anni '80.

## Storia
Era formato da Gesualdo "Kim" Arena (Catania, 1948 - Vicenza, 2004 ), Chuck Rolando (New York, 1952), Elwanda Contreras (New Jersey, 10 ottobre 1957) e Kathleen Flynn, sostituita nel 1980 da Mary Shay Collen (nata "Mary Colleen Shay", Simcoe, 1958).
I loro maggiori successi sono He's Speedy Like Gonzales del 1979 e la cover The Lion Sleeps Tonight del 1980, riarrangiata in chiave disco. Dopo questi primi due successi Kathleen Flynn lascia il gruppo e viene sostituita da Mary Shay Colleen.

### Le partecipazioni ai festival musicali italiani (1981 - 1984)
Nel 1981 partecipano al Festival di Sanremo col singolo Midnight. Esce quindi il 45 giri Midnight. Sempre nel 1981 viene pubblicato l'album Casinò, da cui verrà estratto come brano per l'estate Casinò, che uscirà anche in 45 giri con sul retro Mister Mouse.
Nel 1982 partecipano al programma Premiatissima su Canale 5 e viene fatto uscire il 45 giri One too many, tratto dalla colonna sonora del film Una di troppo, in cui recitava Dalila Di Lazzaro. Nello stesso anno uscirà anche il 33 giri Parade, una raccolta dei loro successi.
Nel 1983 ritornano al Festival di Sanremo col singolo Movie star. Nello stesso anno esce il 33 giri Sound Adventure da cui verrà estratto per l'estate il singolo Rapsody che uscirà anche in 45 giri.
Nel 1984 partecipano a Saint Vincent a Un disco per l'estate col brano On Vacation e la canzone Olympic fever viene scelta come sigla della trasmissione televisiva su Rai Uno dedicata alle olimpiadi di Los Angeles. Uscirà il 45 giri Olympic fever/On Vacation. Del brano Olympic fever esiste anche una versione mix di quasi sei minuti con copertina raffigurante la stessa foto di quella del 45 giri.

### Formazione a tre e scioglimento
Alla fine del 1984 Chuck Rolando, dopo la morte della madre, abbandona il gruppo e la formazione rimane a tre con Kim, Elwanda e Mary.
Nel 1985 tentano il ritorno al Festival di Sanremo con il brano Sotto la pelle, ma la canzone non viene ammessa. Viene stampato il 33 giri New Album, un disco di cover e canzoni da film riarrangiate in chiave moderna con in più il pezzo inedito citato. Nello stesso anno esce anche il singolo Camping Paradise.
Nel 1986 viene stampato il 45 giri Happy New Year per etichetta Delta.
Nel 1988 esce, prodotto da Carlo Stretti e Ernesto Tabarelli per etichetta Dafne, quello che sarà il loro ultimo singolo, dal titolo Knock Out, con il remix sul retro. Il disco venne fabbricato e distribuito dalla EMI.
Nel 2004 Kim Arena muore colpito da aneurisma.

## Formazione
- Kim Arena - voce (1979 - 1992)
- Chuck Rolando - voce (1979 - 1984)
- Elwanda Contreras - voce (1979 - 1992)
- Kathleen Flynn - voce (1979 - 1980)
- Mary Shay Collen - voce (1980 - 1992)

## Discografia

### 45 giri
- 1979 - He's Speedy Like Gonzales/I'll Be Standing Beside You (Durium, DE-3093)
- 1980 - The Lion Sleeps Tonight/Don't Have to Tell (Durium, DE-3144)
- 1981 - Midnight/As Long As the River (Durium, DE-3159)
- 1982 - Casinò/Mister Mouse (Durium, DE-3184)
- 1982 - One Too Many/Shadow Zone (Durium, DE-3202)
- 1983 - Movie Star/Go Michelle (Durium, DE-3231)
- 1983 - Rhapsody/Dans mon coeur (Durium, DE-3241)
- 1984 - Olympic Fever/On Vacation (Durium, DE-3250)
- 1985 - Camping Paradise/Fra le stelle, il buio e l'anima (Delta, DE-842)
- 1986 - Happy New Year/Ladies First (Delta, DE-867)
- 1988 - Knock Out/Knock Out (Dafne, 2027637)

### 33 giri
- 1979 - Girls Cost Money (Durium, DAI 30334)
- 1980 - Passengers (Durium, DAI 30363)
- 1981 - Casinò (Durium, DAI 30380)
- 1982 - Parade (Durium, LP.S 40159)
- 1983 - Sound Adventure (Durium, DAI 30409)
- 1984 - Buon compleanno TV (Durium)
- 1985 - New Album (Delta, DEL 8027)